# Simplicia und Composita
Der Begriff Simplicia (einfache Dinge) oder Simplizien (früher auch Simplicien) erklärt sich als Gegensatz zum Begriff Composita (zusammengesetzte Dinge) oder Komposita. In der Pharmazie und in der Medizin bedeuten Simplicia Arzneimittel aus einzelnen Teilen von Pflanzen, Tieren oder Mineralien und somit nur einzelne Arzneistoffe, die früher nicht in einer Rezeptur mit anderen vermischt eingenommen wurden. Im Deutschen werden sie auch als einfache Heilmittel oder einfache Arzneimittel bezeichnet. Composita (wie früher die Antidota) dagegen sind aus mehreren Teilen zusammengesetzt. Als Praeparata wurden die Produkte (bzw. „Medicamenta“) bezeichnet, die entstehen, wenn Simplicia oder Composita durch Zerkleinerung, durch Wärmeeinwirkung oder durch Lösungsmittel behandelt werden.

## Geschichte
Im 1. Jahrhundert beschrieben Dioskurides, und Plinius der Ältere in ihren Arzneibüchern ausschließlich Simplicia. Ihre Arbeiten wurden von spätantiken Autoren (Pseudo-Apuleius) und von mittelalterlichen Autoren (wie im Macer floridus oder dem Circa instans) rezipiert. Auch der Liber iste enthält solche nichtzusammengesetzten Arzneimittel, wohingegen das Antidotarium Nicolai ausführlich Composita darstellt.
In römischer Zeit wurde es immer beliebter, aus der Mischung der Simplicia immer neue Composita zu kreieren. In diesem Zusammenhang entstanden auch die Compositiones des Scribonius Largus.
Die Trennung zwischen Simplicia und Composita („Divisio Pharmacorum“ 1560 bei Johann Placotomus) war in Antike und Mittelalter üblich. Im 2. Jahrhundert schrieb Galen sowohl über Simplicia als auch über Composita. Galen beeinflusste die arabischen Autoren wie Al-Kindi, der im 9. Jahrhundert erstmals die Composita durch eine Gradenlehre systematisch spezifizierte. So behandelte Avicenna im 2. Buch des Kanons der Medizin einfache Arzneimittel (Simplicia) und im 5. Buch zusammengesetzte Arzneimittel (Composita).
1500 nannte Hieronymus Brunschwig sein „Kleines Destillierbuch“ „Liber de arte distillandi de Simplicibus. Das Buch der rechten kunst zu distilieren die einzigen ding.“ Er beschrieb darin die Herstellung von Destillaten aus einzelnen Pflanzen- oder Tierteilen. 1512 folgte sein „Großes Destillierbuch“ mit dem Titel „Liber de arte Distillandi de Compositis. Das buch der waren kunst zu distillieren die Composita …“ In diesem Buch beschrieb er vor allem die Destillation aus Mischungen von Simplicia.
Die Väter der Botanik polemisierten gegen die „Araber“ und warfen ihnen vor, den einfachen Arzneimitteln zusammengesetzte Arzneimittel vorzuziehen. Diese Polemik gegen die „Polypragmasie des pharmazeutischen Arabismus“ war durch die Fehden vergiftet, welche die Humanisten mit den „Arabisten“ austrugen.
Im 18. Jahrhundert führte der englische Arzt William Withering die Digitalis in das offizielle Arzneibuch (Pharmakopoe) ein. Er hatte es als Simplicium (als Begriff ursprünglich immer die Ganzheit der Heilpflanze umfassend) aus einem zusammengesetzten Volksheilmittel (Compositum) ausgewählt. Mit welchen Kräutern die Digitalis in diesem Volksheilmittel kombiniert wurde, teilte Withering nicht mit:

„Im Jahre 1775 wurde ich nach meiner Meinung über ein Familienrezept zur Behandlung der Wassersucht befragt. Mir wurde gesagt, dass es lange als Geheimmittel von einer alten Frau in Shropshire benutzt worden wäre, die manchmal noch Heilung erzielt hätte, wenn die praktischen Ärzte nichts mehr ausgerichtet hätten. […] Diese Medizin war aus zwanzig oder mehr verschiedenen Kräutern zusammengesetzt, aber es war für einen in diesen Dingen Erfahrenen nicht sehr schwierig zu erkennen, dass das wirksame Kraut nichts anderes als der Fingerhut sein konnte.“

## Quellentexte

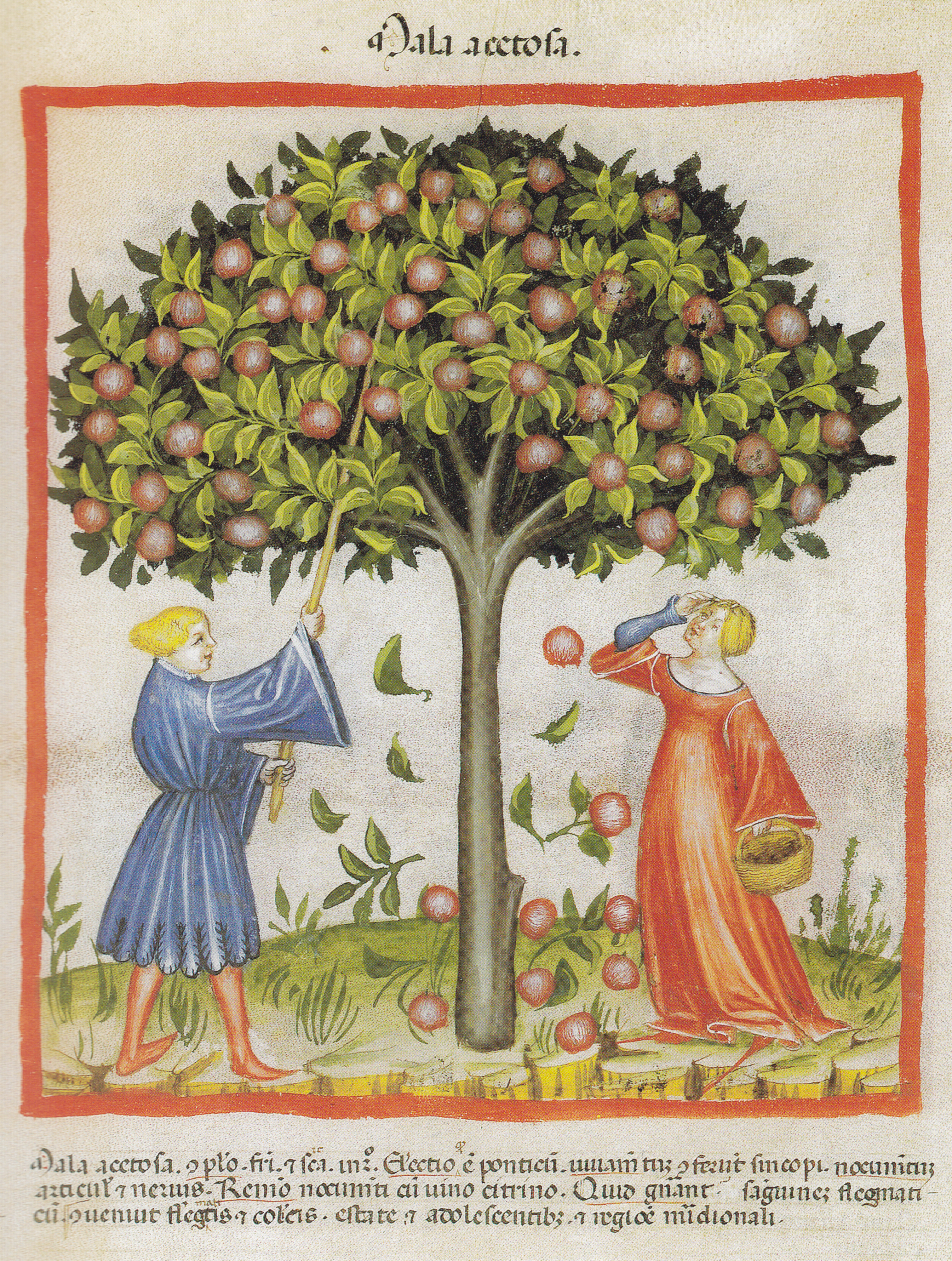
Ernte von sauren Äpfeln in einer Ausgabe des Tacuinum sanitatis. Florenz 14. Jh.

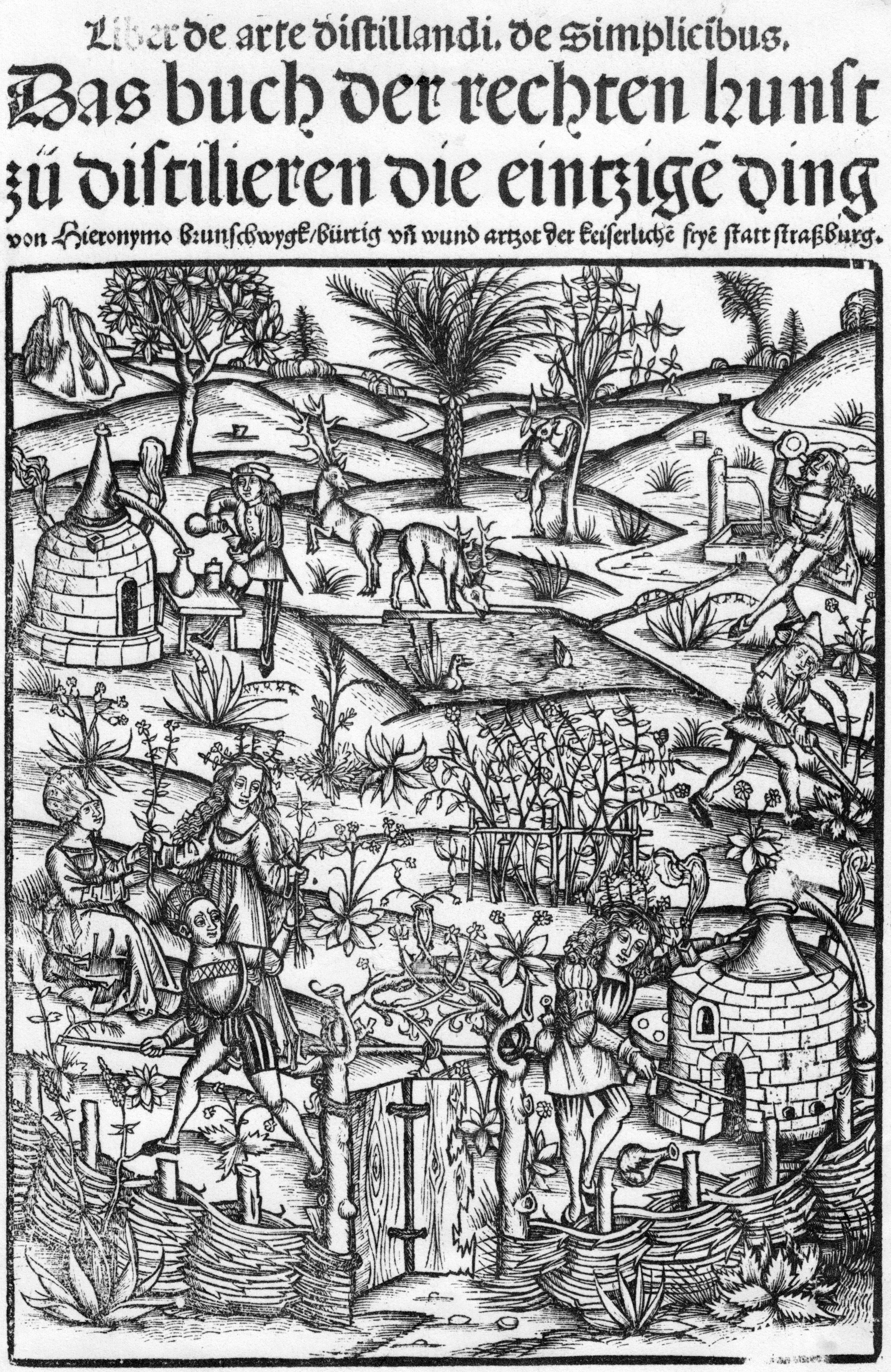
Titelblatt des Kleinen Destillierbuchs von Hieronymus Brunschwig Straßburg 1500